# Lake Caroline
Lake Caroline – jednostka osadnicza w Stanach Zjednoczonych, w stanie Wirginia, w hrabstwie Caroline.